# ТЭ5
Тепловоз ТЭ5-20 — тепловоз с электрической передачей, тип 5, нагрузка от колёсной пары на рельсы 20 тс.

## История
В 1948 году Харьковский завод транспортного машиностроения выпустил два (по неподтверждённым данным пять) экспериментальных тепловоза на базе серии ТЭ1, предназначавшихся для работы в условиях сурового климата (в первую очередь северных районов СССР).
Дизель-генераторная установка на тепловозах серии ТЭ5 не закрывалась капотом, а помещалась в обогреваемый кузов вагонного типа. Для обогрева машинного помещения и кабины машиниста устанавливались паровые котлы. Головная часть локомотива, в отличие от тепловозов ТЭ1, находилась не со стороны дизеля, а со стороны аккумуляторной батареи. В остальном конструкция, а следовательно и тяговые характеристики, опытных ТЭ5 не имели отличий от ТЭ1.
Первоначально тепловозы ТЭ5 работали в депо Москва-Пассажирская Московско-Курской железной дороги, а затем были направлены в депо Няндома Северной железной дороги.
В серию тепловозы ТЭ5 не пошли из-за появления более современных, чем ТЭ1, тепловозов ТЭ2.